# Артур Квинтал I
Артур Квинтал I (англ. Arthur Quintal I; 6 мая 1795 года, Острова Питкэрн — 19 ноября 1873 года, Кингстон, Остров Норфолк) — правитель острова Питкэрн из рода Квинтал. Второй Магистрат острова Питкэрн. 

## Биография
Артур Квинтал родился в 1795 году на острове Питкэрн. Он был сыном одного из мятежников HMS Bounty Мэтью Квинтала и таитянки Теваруа.
Артур унаследовал от своего отца суровый характер. Он так жестоко обращался со своей сестрой Джейн, что та была вынуждена навсегда покинуть остров.
Квинтал заключил договор со своим лучшим другом Дэниелом Маккоем, по которому они обязались взять сестер друг друга в жены. Место где это произошло получило название питк. ’Tane M’ A’ или англ. Place of the men's agreement, что в переводе означает Место мужского соглашения. Квинтал женился на Кэтрин Маккой, в этом браке было рождено 9 детей, в том числе Артур Квинтал II, который впоследствии стал главным судьей острова. После смерти Кэтрин в 1831 году Артур женился на Мэри Кристиан, с которой у его родилось еще пять детей.
Артур Квинтал I был ярым противником «Президента Содружества» Джошуа Хилла. Противодействовал ему в плоть до момента изгнания последнего в 1838 году.
С 1840 по 1841 год он стал Главным магистррм Питкэрна сменив на этом посту своего сводного брата Эдварда Квинтала I. В 1856 году всё население острова страдавшего к тому времени от перенаселения переселилось на необитаемый остров Норфолк. Где Артур Квинтал умер в 1873 году.